# Kasia Kowalska

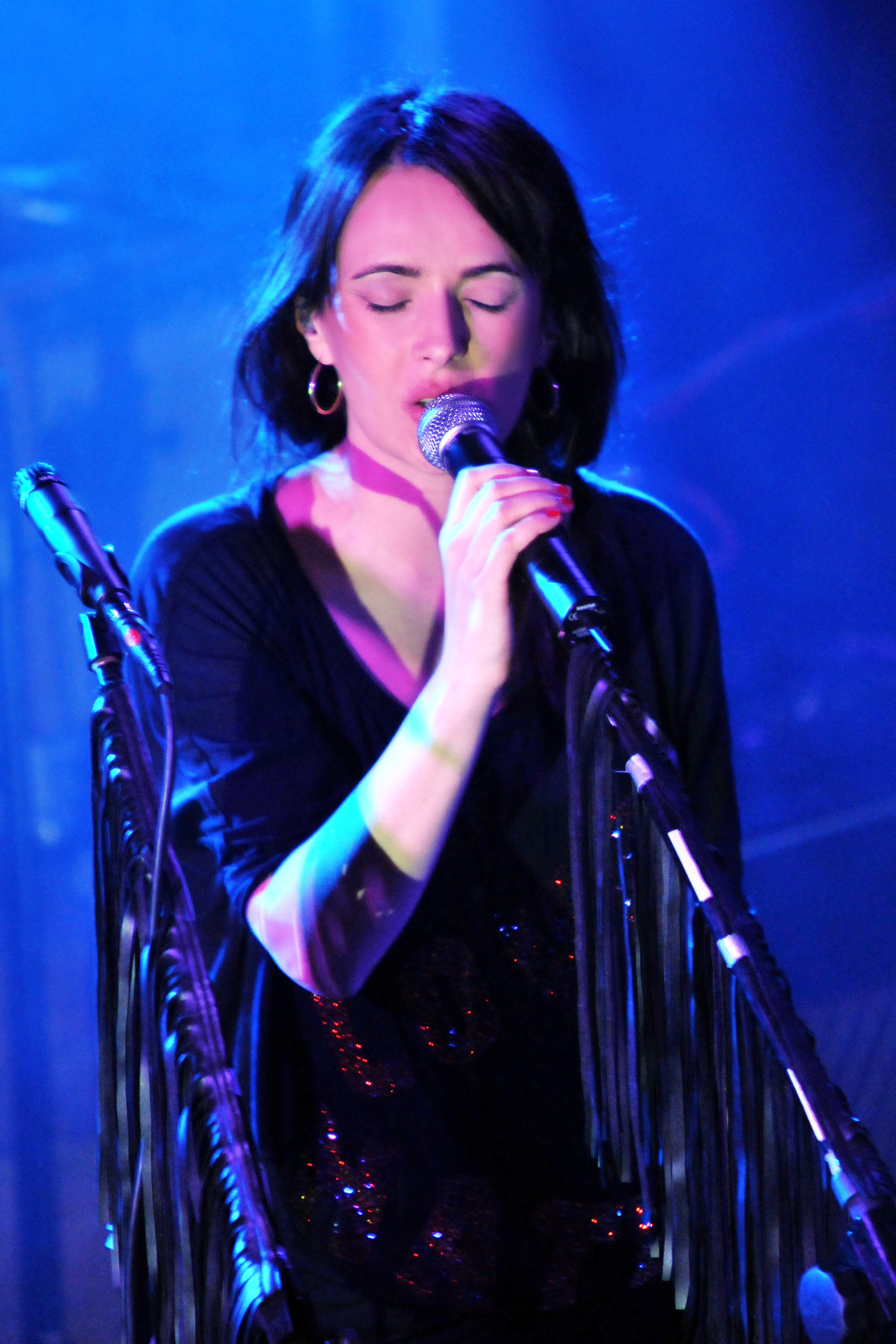

Katarzyna "Kasia" Kowalska (Sulejówek, 13 de junho de 1973) é uma cantora, compositora, produtora e atriz polaca.

## Biografia
A sua carreira musical iniciou-se na década de 1980 quando ela cantou como vocalista de várias bandas polacas, incluindo  Human, Fatum e Talking Pictures. Em 1994, iniciou uma carreira a solo, lançando o álbum Gemini. O seu álbum, segundo ela era para reprsentar a sua complexa personalidade com o nome a referir-se ao seu signo de zodíaco.
Em 1995, participou no Festival Internacional  de Sopot, onde ela ganhou o Grande Prémio. Um dos júris foi Malcolm McLaren. Depois dessa vitória, lançou o seu segundo álbum  Koncert Inaczej, uma coleção das suas atuações ao vivo e covers de rock e jazz.
Em 1996, ela representou a Polónia no Festival Eurovisão da Canção com a canção chamada Chcę znać swój grzech..., que terminou em 15.º lugar, entre 23 participantes e que recebeu 31 pontos (incluindo 7 votos de 3 países: Turquia, Grécia e Bósnia e Herzegovina mas com muitos poucos pontos dos restantes). Pouco depois, ela participou num filme chamado "Nocne Graffiti" e gravou uma canção para a banda sonora de um filme da  Disney  "O Corcunda de Notre Dame".
Ela teve uma relacionamento amoroso com Kostek Yoriadis, o futuro pai da sua  filha Aleksandra Julia que nasceu em 2 de maio de 1997.

Em 2001 foi nomeada para o  MTV Europe Music Awards com "A Melhor Cantora Polónia" e venceu o prémio.
Ela escreveu todas as letras do seu álbum, refletindo muito da suas próprias experiências pessoais, falando muito das desilusões do amor. Ela é conhecida como uma verdadeiro "estrado animal", por causa das fortes capacidades vocais e da forte comunicação com a audi~encia que assiste aos seus espetáculos. Ela tem trabalhado com alguns dos melhores músicos poloneses, incluindo o baixo Wojciech Pilichowski.
Em 23 de junho de 2008, teve o seu segundo filho, Ignacy Ułanowski.
O último álbum foi lançado a 30 de novembro de 2008 e foi promovido com o single  "A Ty Czego Chcesz".
Em 7 de novembro de 2010, juntamente com uma banda acompanhante, ela tocou um concerto no estúdio de Agnieszka Osiecka, no qual apresentou suas próprias interpretações de obras de Grzegorz Ciechowski, líder da banda Republika, além de produtor de sua estréia. álbum e seu mentor musical. As gravações gravadas durante o show foram lançadas no álbum Ciechowski. Meu sangue.
Em 12 de junho de 2010, ela revelou a estrela na Avenue of Stars no Festival da Canção Polonesa em Opole.
No 20º Festival de Woodstock em 2014, Kasia Kowalska comemorou o 20º aniversário de seu álbum de estreia. Durante um concerto noturno na Academia de Belas Artes (antes do início oficial do festival), ela e os convidados apresentaram as músicas mais bonitas dos dois primeiros álbuns (principalmente do álbum "Gemini") e capas de artistas que a inspiraram. ao longo dos anos. Foi o primeiro concerto "próprio" de Kasia Kowalska no Festival de Woodstock. Kasia cantou anteriormente no palco do woodstock como convidada: em 2009 (em um projeto especial Woodstock '69), como convidada de Juliette Lewis em seu show, e um ano depois ela participou do projeto "Przystanek Republika". [6 ] Em 27 de julho de 2015, Kasia lançou o álbum "Przystanek Woodstock 2014" (CD / DVD), que é um recorde de um show de 2014.
Em 16 de agosto de 2018, ela se apresentou como parte do Festival Top of the Top Sopot, apresentando um breve recital por ocasião do 25º aniversário de seu trabalho artístico. Durante o show, ela recebeu o prêmio "Top of the Top" pela conquista da vida.
Seus fãs estavam esperando por 10 anos por seu último álbum "Aya". Inclui uma música "Somewhere Inside", escrita pela cantora canadense Alannah Myles, conhecida por seu hit "Black Velvet".
Em 25 de outubro de 2019, Kasia lançou o álbum "MTV Unplugged", que é o recorde de um show lendário da série que ocorreu em 8 de maio de 2019 no Shakespeare Theatre em Gdansk.

## Discografia
- 1994 - Gemini

(mais de 300.000 cópias vendidas)
- 1995 - Koncert Inaczej

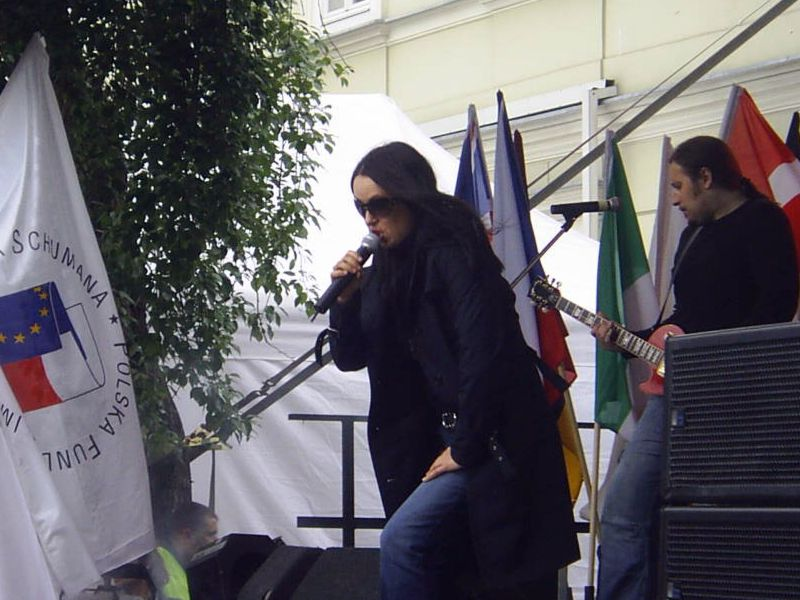
(2007)

("Concert Differently" - mais de 200.000 cópias vendidas)
- 1996 - Czekając Na...

("Esperando por..." - mais de  200.000 cópias vendidas)
- 1998 - Pełna Obaw"

(- mais de  124.000 cópias vendidas)
- 2000 - 5

(mais de 95.000 cópias vendidas )
- 2002 - Antidotum"

("Antidoto" - mais de 100.000 cópias vendidas)
- 2004 - Samotna W Wielkim Mieście

("Perdida na cidade"" - mais der 70.000 cópias vendidas)
- 2008 - Antepenultimate

("Antepenúltimo", mais de 40.000 cópias vendidas)
- 2010 - Ciechowski. Moja krew
- 2014 - Przystanek Woodstock 2014
- 2018 - AYA
- 2019 - MTV Unplugged

## Filmografia
- 1997 – Nocne Graffiti (por Maciej Dutkiewicz)

## Prémios
- 1994 - Greatest Hope of Polish Rock Scene
- 1995 - Vocalista do Ano"
- 1995 - Sucesso do Ano
- 1998 - Canção do Ano
- 2001 - Melhor Vídeo de Música Polaco"
- 2001 - Melhor Vocalista Polaca"
- 2002 - Álbum de Rock do Ano"
- 2002 - Artista do Ano"